# Sinfonía en fa mayor, KV 98 (Mozart)

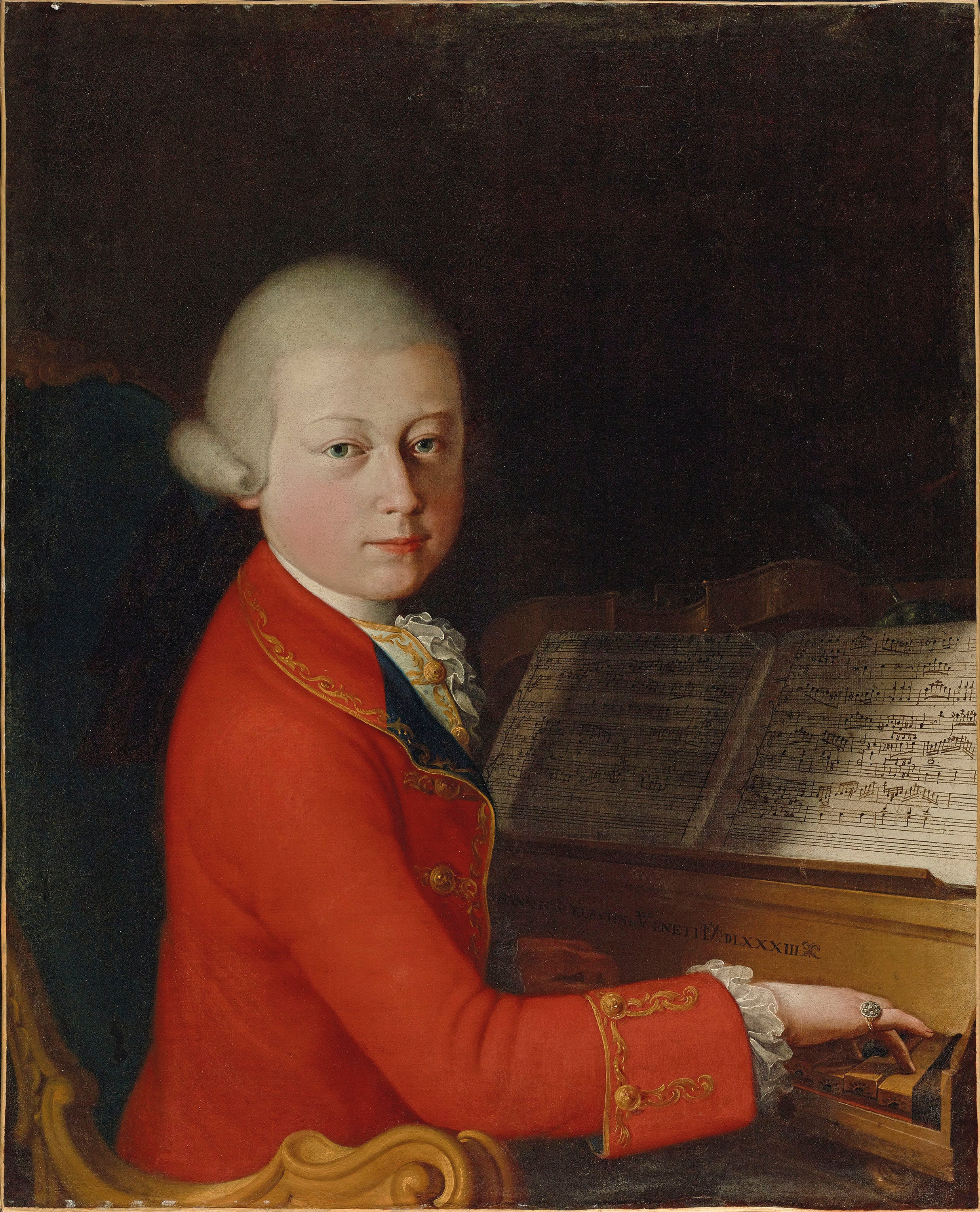
Mozart en 1770.

La Sinfonía n.º 56 en fa mayor, K. 98/Anh.C 11.04/Anh. 223b fue atribuida anteriormente a Wolfgang Amadeus Mozart, pero según los conocimientos actuales se desconoce su compositor. 

## Historia

### Composición
La composición de esta obra, si realmente se trata de una obra del joven Mozart, pudo desarrollarse en 1771 en Milán. A pesar de su numeración se trata de una de las sinfonías tempranas del maestro austríaco, ya que fue una de las que se descubrieron después de que se elaborara la lista "oficial" de 41 sinfonías. 

### Autoría
En cuanto a la autoría y datación de la obra existen diversas opiniones entre los expertos:
- Una persona no identificada, posiblemente Franz Lorenz, compiló en Viena un Sistematisch-Thematisches Verzeichnis der sämtlichen Compositionen von Wolfgang Amadeus Mozart (Catálogo sistemático-temático de todas las composiciones de Wolfgang Amadeus Mozart). Una nota a pluma de «Nov[iembre] Milán 1771» puede encontrarse en la K. 98 en la sexta edición del catálogo Köchel. Ludwig Ritter von Köchel consideró la obra auténtica y la incluyó en la primera edición de su catálogo.
- Wyzewa y Saint-Foix no dudan acerca de la autenticidad de la obra, pero creen que Mozart solo esbozó la sinfonía sin llegar a escribirla completamente.[1]
- Hermann Abert afirmó que la sinfonía era de muy dudosa autenticidad en su revisión de la biografía de Mozart elaborada por Otto Jahn. Enumeró una serie de rasgos de la obra que no son propios de las composiciones de Mozart y que, por el contrario, son característicos de los compositores de la escuela de Mannheim. Llegó incluso a hallar al principio del trío del minueto una frase muy típica del estilo de Johann Stamitz.[2]
- Neal Zaslaw señala que la autoría de la obra no puede ser verificada.[3]

La sinfonía en ocasiones también ha sido atribuida a Joseph Haydn, Michael Haydn y Leopold Mozart.

### Estreno y publicación
No se sabe con certeza la fecha y el lugar en que se celebró el estreno de la sinfonía.
La primera edición fue llevada a cabo en 1888 por el editor Paul Waldersee para la casa Breitkopf & Härtel en Leipzig, que publicó bajo la denominación Wolfgang Amadeus Mozarts Werke, Serie XXIV: Supplemente, Bd.2, No.56, tanto las partes como la partitura completa.
La Alte Mozart-Ausgabe (Antigua Edición de Mozart), que publicó la primera edición completa de las obras musicales de Mozart entre 1879 y 1882, estableció la secuencia numerada del 1 al 41 para la producción sinfónica del maestro austríaco. Algunas piezas, como la Sinfonía en fa mayor, K. 76, fueron publicadas en suplementos de la Alte-Mozart Ausgabe hasta 1910. Las sinfonías no numeradas en aquel momento han recibido posteriormente números que van del 42 al 56, incluso aunque fueran escritas por Mozart con anterioridad a la Sinfonía n.º 41 de 1788. Conforme a este esquema de numeración la Sinfonía K. 98 recibiría el número 56. Se catalogó como K. Anh. 223b en la tercera edición del catálogo Köchel. A veces figura en el número 48 pero esto puede crear confusión con la Sinfonía en re mayor, K. 111+120, que también recibe tal número. 
Desde 2009 se trata de la única sinfonía de Mozart publicada en la Alte Mozart-Ausgabe que no ha sido nunca grabada.

## Instrumentación
La partitura está escrita para una orquesta formada por:
- Viento madera: 2 oboes y 1 [fagot].
- Viento metal: 2 trompas en fa.
- Teclado: [clavecín].
- Cuerda: una sección de cuerdas con 2 violines (primero y segundo), viola, violonchelo y contrabajo.

En las orquestas de aquella época era una práctica común emplear el fagot y el clavecín, si estaban presentes en la orquesta, para reforzar la línea del bajo doblando a los violonchelos y los contrabajos o bien como continuo, incluso sin notación separada.

## Estructura y análisis
La sinfonía consta de cuatro movimientos:
- I. Allegro, en fa mayor 4
4
- II. Andante, en si bemol mayor 2
4
- III. Menuetto – Trio, en fa mayor 3
4
- IV. Presto, en fa mayor 2
4

La interpretación de esta obra dura aproximadamente entre 10 y 15 minutos.

### I.Allegro
El primer movimiento, Allegro, está escrito en la tonalidad de fa mayor, en compás de 4/4 y sigue la forma sonata. El primer tema se abre con la dinámica piano, lo cual resulta insólito para una sinfonía de esta época. Se articula en ocho compases divididos de forma simétrica en un preludio y un postludio de cuatro compases cada uno. Constan a su vez de dos motivos de dos compases, interpretados por el primer violín sobre un acompañamiento oscilante de corcheas. Contrasta con el segundo movimiento por su acentuado desplazamiento del bajo en blancas y el tresillo al unísono en el compás 8. El tema se repite (compases 9-16) y luego pasa a una sección marcada por su figura de tresillo con enérgicas notas repetidas y un recorrido descendente. La figura del tresillo se secuencia primero en forte y luego continúa en la dominante do mayor. El segundo tema (compases 29-37, do mayor) se desarrolla en cuatro compases, cada uno de ellos con dos motivos de dos compases, similares a frases, con la voz principal en el primer violín. El tresillo antes dominante se sustituye ahora por un movimiento de corchea «normal» en el acompañamiento. El último grupo (compases 37-44) concluye la exposición con el motivo de tresillos de los compases 16 y siguientes. La siguiente sección central (compases 45-56) presenta un carácter transicional y consiste en un mecanismo de tresillos en los dos violines similar al de los compases 16 y siguientes, pero basado en arpegios que entablan un diálogo entre el bajo/viola y ambos violines. Las armonías evolucionan: do mayor, do mayor con séptima, fa mayor, re mayor, sol menor. La recapitulación, a partir del compás 57, se estructura de forma similar a la exposición excepto por una prolongación del grupo final. Se repiten la exposición, la sección central y la recapitulación. 

### II.Andante
El segundo movimiento, Andante, está en si bemol mayor y en compás de 2/4. El movimiento lento se inicia en las cuerdas que tocan con sordino. Predomina la dinámica piano con acentos individuales. Al igual que en el Allegro inicial, el primer tema tiene ocho compases con preludio y postludio de cuatro compases cada uno. La línea melódica de los violines en terceras es típica del primer tema. El segundo tema comienza con un énfasis en do menor, pero luego cambia rápidamente a través de si bemol mayor a la dominante fa mayor. El tema se repite con los oboes doblando la parte de los violines. Tras cuatro compases de transición, sigue otro tema de estructura similar al anterior, pero en el cual el oboe lleva la voz cantante desde la introducción. El ritmo de los primeros compases es idéntico en ambos temas: negra con puntillo y dos semicorcheas. El segundo tema también se repite y así concluye la primera sección principal en el compás 36. La segunda sección principal arranca como un pasaje de ocho compases (de nuevo divisible en dos partes de cuatro compases) que, sin embargo, no retoma ningún material de la sección anterior, sino que introduce nuevas frases y, por lo tanto, debe entenderse más bien como una nueva transición similar a la del primer movimiento. El primer tema vuelve en su forma habitual en el compás 45 y se repite con oboes hasta el compás 60. Pero el segundo tema aparece en una forma modificada con un desplazamiento pendular en el movimiento final. Se cierra con tres compases de frase final. Se repiten las dos secciones principales. 

### III.Menuetto– Trio
El tercer movimiento, Menuetto – Trio, está en fa mayor y en compás de 3/4. El minueto consta de una primera parte de diez compases, que se inicia con una potente melodía triádica en forte y una formulación final convencional. Los dos oboes en terceras, así como los dos violines y la viola, son las voces protagonistas. La segunda parte, dieciocho compases, empieza de manera sorpresiva en re mayor y está entrecortada por síncopas. La rápida modulación de vuelta al tema principal en tónica tiene lugar a través de sol menor y do mayor. El trío también está en fa mayor y consta de dos partes con ocho compases cada una. Retoma la primera frase del primer tema del Allegro. Desde el punto de vista armónico y estructural, sigue por lo demás los caminos convencionales con una melodía sencilla de tónica y dominante. 

### IV.Presto
El cuarto y último movimiento, Presto, retoma la tonalidad inicial y el compás de 2/4. Al igual que el Allegro, el Finale se caracteriza por el constante ritmo de tresillos en ambos violines, al que se confiere un carácter enérgico mediante notas repetidas. Los vientos y el bajo asumen principalmente un carácter de acompañamiento. El primer tema se desarrolla en ocho compases (de nuevo divisible en dos partes de cuatro compases) y se repite una vez. La martilleante repetición de notas en piano es aquí particularmente llamativa (sólo el primer compás se enfatiza cada dos compases), ya que el acompañamiento sólo se vuelve algo más exuberante al principio de la siguiente sección a partir del compás 17. Esta sección comprende varios motivos, en su mayoría de dos compases, cada uno de los cuales se repite. El segundo tema (compases 37-44), de cuatro compases, también está marcado por tresillos con notas repetidas. Está en do mayor, se toca en piano y se repite. Le sigue un pasaje de seis compases en forte, que también se repite y finaliza tras un tresillo al unísono en si bemol mayor, que armónicamente actúa como séptima del acorde de do mayor. Tras la pausa general del compás 60, se inicia la segunda parte con un motivo de cuatro compases de notas repetidas y tresillos sobre las notas iniciales la, sol y do, que se repite en cada caso. Seis compases más al unísono y con cierto cromatismo conducen a la recapitulación. Ésta (compases 91 y ss.) está estructurada de forma similar a la exposición. No obstante, el motivo cambia ahora en la sección de transición con la repetición de la nota do dominante. Finaliza con un tresillo al unísono y los acordes finales. Se repiten las dos partes. 